# Women's Army Corps
Lo Women's Army Corps (WAC) ("Corpo femminile dell'esercito") era il ramo femminile dello United States Army. Fu creato come unità ausiliaria, Women's Army Auxiliary Corps (WAAC) il 15 maggio 1942 dalla Public Law 554, e trasformato in stato di servizio attivo (active duty) nell'Army of the United States come WAC il 1 luglio 1943. La sua prima direttrice fu Oveta Culp Hobby, una donna importante nella società del Texas. Lo WAC fu disciolto nel 1978, e tutto il personale fu integrato in unità maschili.
L'organizzazione dello WAAC fu strutturata da numerosi enti dell'esercito coordinati dal tenente colonnello Gillman C. Mudgett, il primo WAAC Pre-Planner; però, quasi tutti i primi piani furono scartati o ampiamente modificati prima di essere realizzati poiché egli si aspettava un corpo di appena 11 000 donne. Quando il presidente Franklin D. Roosevelt firmò la legge, fissò un traguardo di reclutamento di 25 000 donne per il primo anno. Tale traguardo fu inaspettatamente superato, perciò il Segretario alla Guerra Henry L. Stimson decise di aumentare il limite autorizzando l'arruolamento di 150 000 volontarie.
Una maldestra pubblicità e l'aspetto scadente dall'uniforme WAAC/WAC, specie se confrontata con quelle delle altre forze armate, danneggiarono le attività di reclutamento. La resistenza degli alti comandi dell'esercito fu superata dall'efficiente prestazione delle WAAC sul campo, ma l'atteggiamento mentale del "militare medio" rimase generalmente sfavorevole, né mai si realizzò la speranza di sostituire un milione di uomini con altrettante donne. Le United States Army Air Forces divennero convinte antesignane di una condizione militare "regolare" (paritaria) per le donne nell'esercito.
Durante la seconda guerra mondiale complessivamente (tra WAAC e WAC) prestarono servizio circa 150 000 donne. Se escludiamo le infermiere, furono le prime donne che prestarono servizio nell'esercito. Benché la frangia conservatrice della dirigenza dell'esercito e l'opinione pubblica fossero in principio generalmente contrarie al fatto che le donne prestassero servizio in uniforme, la penuria di uomini impose una nuova rotta politica. La maggioranza delle donne fece servizio in patria, ma alcune furono proiettate in vari posti del mondo, tra cui Europa, Nordafrica, e Nuova Guinea. Ad esempio alcune WAC misero piede sulla spiaggia di Normandia poche settimane dopo l'iniziale invasione.

## Storia

### La creazione e l'ostilità
Senza l'appoggio del War Department, la deputata del Massachusetts Edith Nourse Rogers avanzò una proposta di legge il 28 maggio 1941, che disponeva l'istituzione di un corpo femminile ausiliario dell'esercito. La proposta fu trattenuta per mesi dal Bureau of the Budget ma fu riportata in vita dopo l'entrata in guerra degli Stati Uniti. Il senato approvò la proposta il 14 maggio 1942 e divenne legge il 15 maggio 1942.

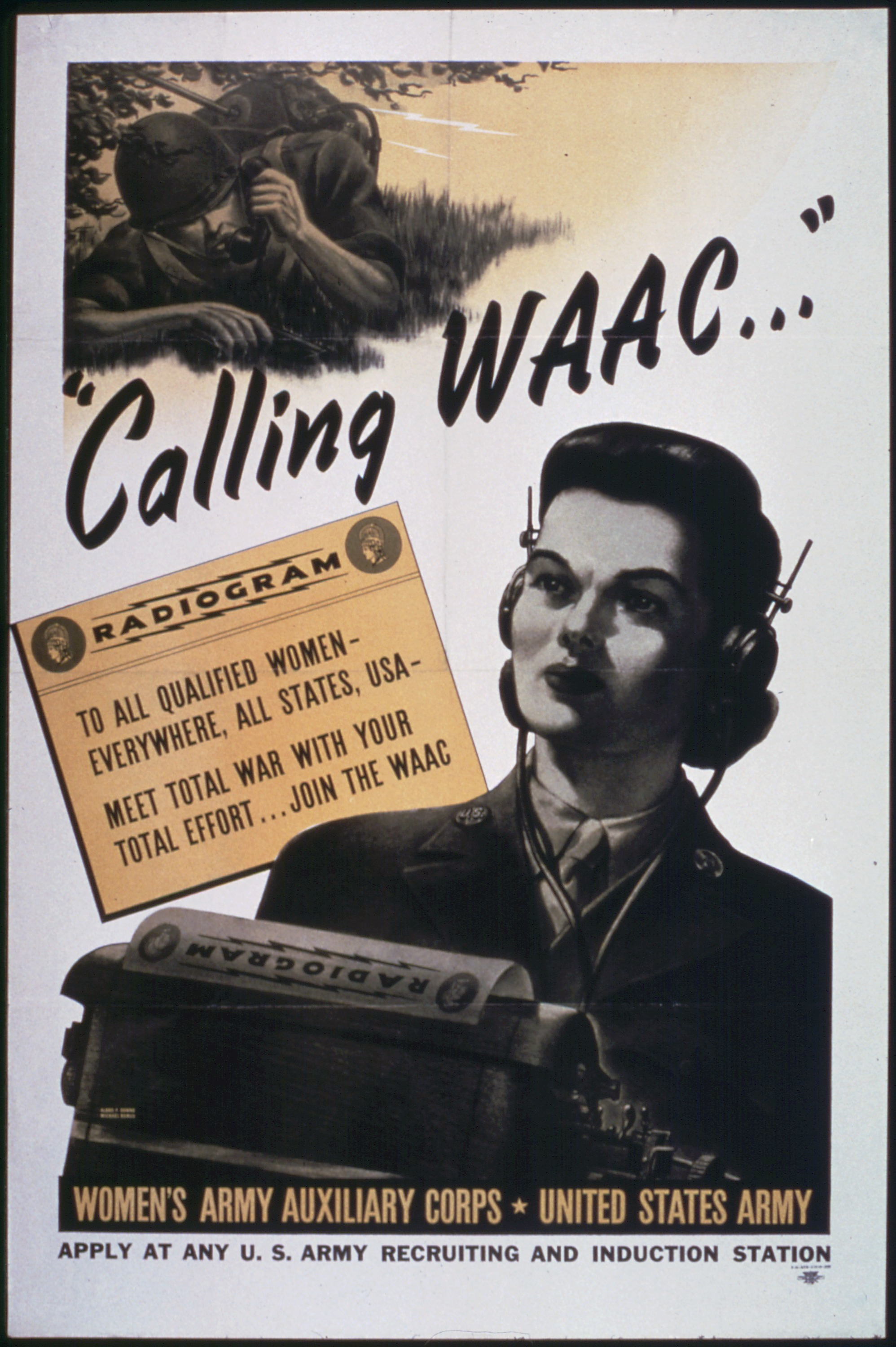
Calling WAAC... ("La WAAC chiama..."

Nel 1943 la spinta al reclutamento si arrestò e prese una piega contraria poiché una massiccia campagna denigratoria sul fronte interno screditava le WAC in quanto sessualmente immorali. Molti soldati contrastavano ferocemente le donne in uniforme, avvisando sorelle e amiche che sarebbero sembrate lesbiche o prostitute. Le maldicenze provenivano pure da altre donne — pettegolezzi infondati di mogli di soldati e ufficiali, donne del posto cui non piaceva che nuove arrivate si prendessero le "loro città", donne dipendenti civili che odiavano la concorrenza (sia riguardo alle loro occupazioni sia riguardo agli uomini), organizzazioni di beneficenza e volontariato infastidite dall'eccessiva attenzione tributata alle WAAC, e lamentele e calunnie diffuse da WAAC insoddisfatte o congedate. Tutte le indagini dimostrarono che le dicerie erano false.
Le donne afroamericane che prestavano servizio nello WAC conobbero la segregazione in modo assai simile alla vita civile USA. Alcuni alloggi accettavano WAC di ogni razza, ma altri non lo facevano. Le donne nere erano addestrate per le stesse specialità delle bianche, e le (cosiddette) razze non erano segregate presso le scuole di formazione per le specialità. L'obiettivo dello US Army era avere il 10 per cento della forza composto di afroamericane, secondo le proporzioni della più vasta popolazione USA, ma la carenza di reclute portò solo un 5,1 per cento di donne nere allo WAC.

### I giudizi discriminatori

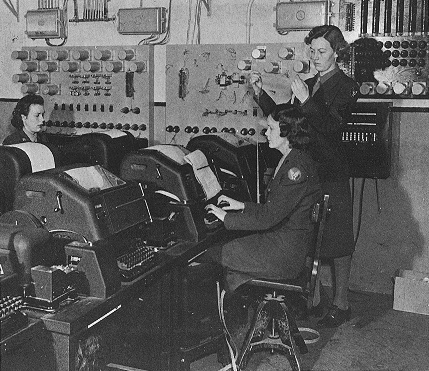
Le WAC utilizzano telescriventi nel corso della Seconda guerra mondiale.

Il generale Douglas MacArthur chiamava le WAC "i miei migliori soldati", aggiungendo che lavoravano più sodo, si lagnavano meno, ed erano più disciplinate degli uomini. Molti generali ne avrebbero volute di più e proposero la leva obbligatoria per le donne, ma si comprese che "avrebbe provocato proteste pubbliche e opposizione al Congresso", perciò il War Department rinunciò ad una mossa tanto drastica. Le 150 000 che prestarono servizio resero disponibile per l'impiego in combattimento un numero di uomini equivalente a sette divisioni. Il generale Dwight D. Eisenhower dichiarò che "i loro contributi in termini di efficienza, abilità, spirito, e determinazione sono incommensurabili". Però la campagna denigratoria danneggiò la reputazione delle WAC e delle WAVES; le donne in seguito avrebbero cercato di non dare pubblicità a questa loro esperienza.
Nello stesso periodo, anche altri rami delle forze armate USA ebbero le loro unità femminili, tra cui le già citate WAVES della US Navy, le SPARS della USCG, la United States Marine Corps Women's Reserve (USMC), e le Women Airforce Service Pilots (civili). Le forze armate britanniche avevano a loro volta unità simili, come Women's Royal Naval Service ("Wrens"), Auxiliary Territorial Service. e Women's Auxiliary Air Force.
Secondo la storica D'Ann Campbell, la società americana non era pronta per le donne in ruoli militari:
«Le WAC e le WAVES avevano ricevuto una missione impossibile: non solo dovevano far nascere immediatamente e spontaneamente una forza da un gruppo che non aveva tradizioni militari, ma dovevano anche superare l'intensa ostilità dei loro compagni maschi. La situazione era molto sfavorevole: le donne non avevano alcuno scopo chiaro se non quello di mandare uomini al fronte di battaglia; i doveri si sovrapponevano a quelli di dipendenti civili e colleghi maschi di truppa, causando confusione e tensione; e i quadri dirigenti erano di scarso prestigio, inesperti, e avevano poca autorità sulle donne, nessuna sugli uomini. Sebbene l'alto comando militare sostenesse fortemente il loro lavoro, non c'erano centri di influenza nel mondo civile, uomini o donne, che si impegnassero per il successo delle donne in uniforme, e non c'erano istituzioni civili che fornissero una formazione preliminare per le reclute o occupazioni civili adatte alle congedate. Wac, Waves, Spars e donne Marines erano orfani di guerra che nessuno amava.»

### Lo scioglimento
Lo WAC come ramo fu disciolto nel 1978 e tutte le unità femminili furono integrate con quelle maschili. Le donne che prestavano servizio come WAC all'epoca furono convertite in qualunque Military Occupational Specialty (specialità militare professionale) avessero operato.
Da allora, le donne nello US Army hanno prestato servizio nelle stesse unità degli uomini, sebbene siano state autorizzate a situazioni di combattimento o prossime ad esso solo dal 1994, quando il Defense Secretary Les Aspin ordinò la cancellazione del "rischio sostanziale di cattura" dalla lista dei motivi di esclusione delle donne da alcune unità militari.
Jeanne Pace, entrata in servizio nello WAC nel 1972. e all'epoca warrant officer donna di maggiore anzianità nel grado e l'ultimo membro dello WAC in servizio attivo, è andata in pensione nel 2015.

## Organizzazione e reclutamento
Lo WAAC fu modellato su unità britanniche comparabili, specialmente l'ATS, che attrasse l'attenzione del Capo di stato maggiore George C. Marshall. Le componenti dello WAAC divennero le prime donne che prestassero servizio nello United States Army senza essere infermiere. Nel 1942 il primo contingente di 800 componenti dello Women's Army Auxiliary Corps iniziò l'addestramento di base presso la Fort Des Moines Provisional Army Officer Training School (Iowa). Le donne furono dotate di uniformi, intervistate, assegnate alle compagnie ed alloggi e vaccinate contro le malattie nella prima giornata.
Inizialmente le WAAC venivano addestrate in tre specialità principali. Le più svelte e brillanti venivano preparate da centraliniste. Da presso seguivano le meccaniche, che dovevano avere un alto grado di attitudine meccanica e nel problem solving. Le fornaie di solito erano le reclute dal punteggio più basso e tra le loro stesse colleghe WAAC era diffuso il luogo comune secondo cui erano le meno intelligenti ed abili. Da questo poi si arrivò a decine di specialità, come addette postali, guidatrici, stenografe e impiegate-dattilografe. Le armaiole WAC facevano manutenzione e riparazioni su armi leggere e pesanti che non furono mai autorizzate ad usare.
Nel 1943 il War Department pubblicò un manuale di educazione fisica intitolata You Must Be Fit ("Devi essere in forma"), finalizzata a portare le donne-reclute ai più alti livelli fisici. Il manuale inizia indicando l'obiettivo delle donne: "Il tuo lavoro: sostituire l'uomo. Tieniti pronta a prendere il suo posto." Citava l'impegno delle donne in Inghilterra, Russia, Germania e Giappone, ed enfatizzava il fatto che le reclute WAC dovevano essere fisicamente all'altezza di qualunque compito venisse loro affidato. Il manuale di fitness era all'avanguardia per l'epoca, con sezioni sul riscaldamento, ed esercizi progressivi per il peso corporeo e lo sviluppo della forza alle braccia, gambe, addominali, e collo e schiena. Comprendeva pure una sezione che consigliava di creare una routine personale di fitness dopo l'addestramento di base, e concludeva con "La via dell'esercito per la salute e la maggiore avvenenza", recante suggerimenti in tema di cura della pelle, trucco, ed acconciatura dei capelli.

## I gradi militari

### Gradi WAAC

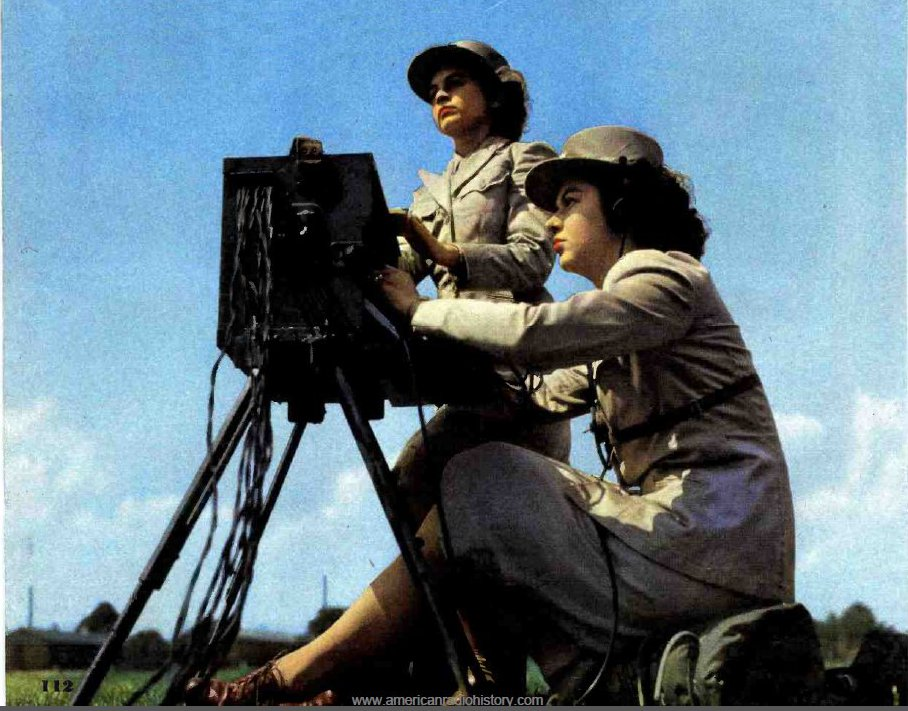
Operatrici telefoniche campali dello WAC Signal Corps, 1944.

In origine c'erano solo quattro gradi del personale di truppa (o enrolled) WAAC (auxiliary, junior leader, leader, e senior leader) e tre gradi di ufficiale WAC (first, second e third officer). La Director era inizialmente considerata equivalente ad un maggiore, in seguito fu equiparata ad un colonnello. I gradi di truppa aumentarono di pari passo all'accrescimento dimensionale dell'organizzazione. Le promozioni inizialmente erano rapide e basate sull'abilità. In quanto membri di un gruppo volontario ausiliario, le WAAC erano pagate meno dei loro equivalenti maschi dello US Army e non percepivano alcun beneficio o privilegio.
Lo stemma di reparto WAAC era un'aquila rampante (soprannominata dalle WAAC "anatra che passeggia" o "poiana che cammina"). Veniva portato in metallo dorato come i distintivi sul berretto e i bottoni dell'uniforme. Il personale di truppa e le NCO la portavano in forma di distintivo da berretto goffrato sui loro hobby hat, mentre le ufficiali portavano una versione "libera" (lavorazione aperta senza sostegno) sui propri berretti per distinguerli. Il contrassegno delle ausiliarie era con lettere blu scuro "WAAC" su un rettangolo verde oliva applicato alla manica superiore (sotto alle strisce per i gradi di truppa). Al personale WAAC non era permesso indossare gli stessi distintivi di grado del personale dell'esercito. Di solito erano autorizzate a farlo dai comandanti di posto od unità per manifestare la loro posizione gerarchica all'interno dello WAAC, ma non potevano comandare al personale dell'esercito.
| Senior leader          | Master sergeant     | Director of the WAAC | Major          |
| Senior leader          | First sergeant      | First officer        | Captain        |
| Leader                 | Technical sergeant  | Second officer       | 1st lieutenant |
| Leader                 | Staff sergeant      | Third officer        | 2nd lieutenant |
| Leader                 | Sergeant            |                      |                |
| Junior leader          | Corporal            |                      |                |
| Auxiliary first class  | Private first class |                      |                |
| Auxiliary second class | Private             |                      |                |
| Auxiliary third class  | Recruit             |                      |                |

| Chief leader           | Master sergeant     | Director of the WAAC           | Colonel            |
| First leader           | First sergeant      | Assistant Director of the WAAC | Lieutenant-colonel |
| Technical leader       | Technical sergeant  | Field director                 | Major              |
| Staff leader           | Staff sergeant      | First officer                  | Captain            |
| Leader                 | Sergeant            | Second officer                 | 1st lieutenant     |
| Junior leader          | Corporal            | Third officer                  | 2nd lieutenant     |
| Auxiliary first class  | Private first class |                                |                    |
| Auxiliary second class | Private             |                                |                    |
| Auxiliary third class  | Recruit             |                                |                    |

### Gradi WAC

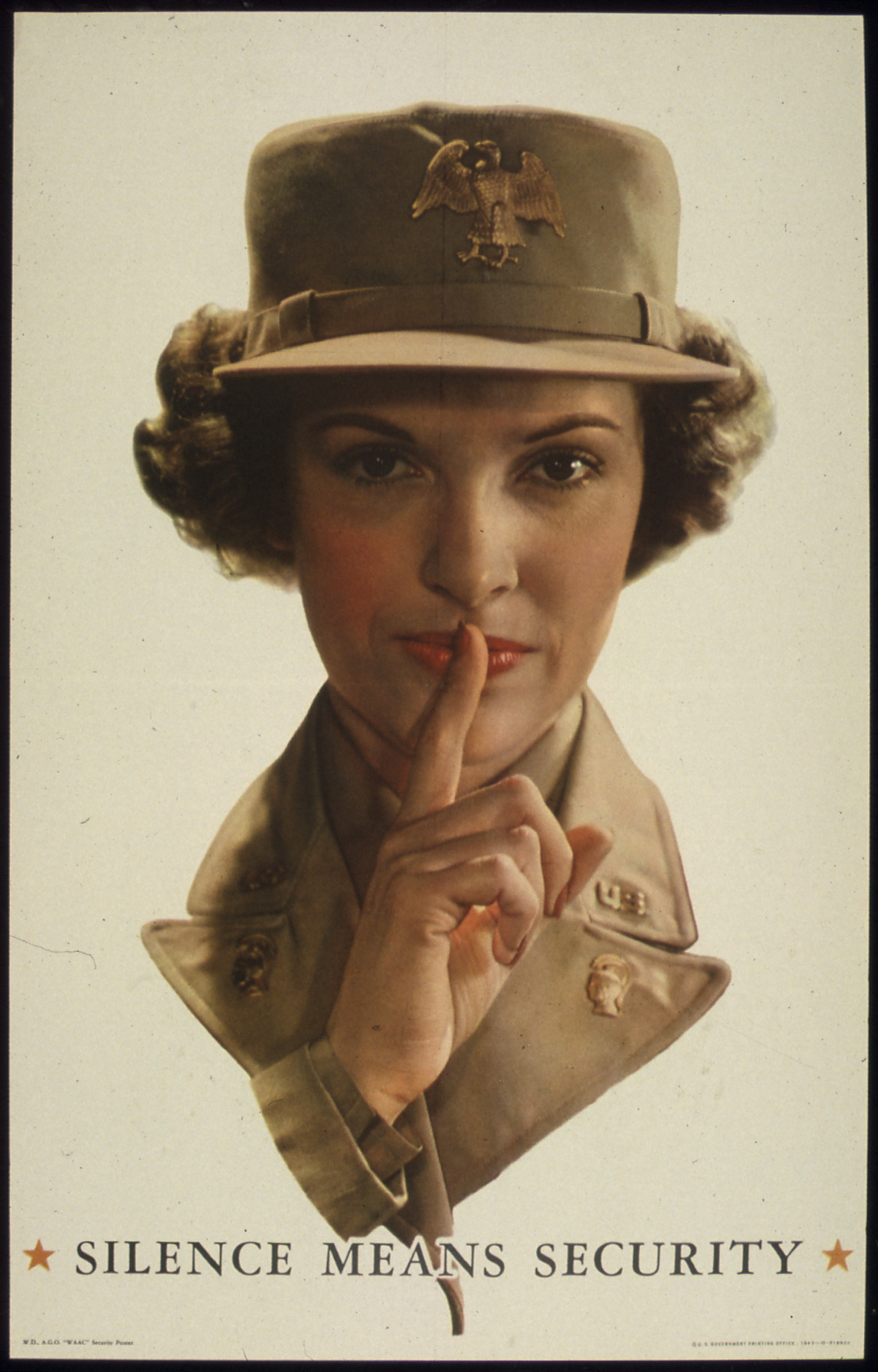
Propaganda Women's Army Corps per la tutela delle informazioni classificate (1941–1945).

L'organizzazione fu rinominata Women's Army Corps nel luglio 1943 quando fu autorizzata come ramo dello US Army, e non più come gruppo ausiliario. L'aquila dello US Army detta "GI Eagle" sostituì l'aquila rampante WAAC come stemma da berretto dello WAC. Le WAC ricevettero gli stessi distintivi di grado e le stesse paghe degli uomini dopo quel settembre, e le stesse indennità e trattenute degli uomini alla fine di ottobre. Furono anche le prime donne nell'esercito autorizzate a sfoggiare distintivi di ufficiale; l'Army Nursing Corps non ebbe tale permesso sino al 1944.
Lo WAC aveva un proprio distintivo di ramo (il busto di Pallade Atena), indossato dal personale "Branch Immaterial" (le militari non assegnate ad un Branch of Service). Le linee guida dello US Army stabilivano che il personale tecnico e professionale WAAC dovesse portare il distintivo del Branch of Service di assegnazione per ridurre la confusione. Finché esisté lo WAC (dal 1943 al 1978) fu proibito assegnare le donne alle specialità combattenti dell'esercito, come fanteria, cavalleria, truppe corazzate, controcarro, o artiglieria né potevano prestare servizio in zona di combattimento. Nondimeno, svolsero però un rilevante servizio come personale addetto ai comandi in patria ed in Inghilterra.
I ruoli tecnici erano specialisti tecnici e professionali simili ai successivi ruoli specialistici. I tecnici avevano lo stesso distintivo di grado degli NCO al medesimo livello ma avevano un distintivo "T" (per technician) sopra ai galloni. Erano considerati dello stesso livello come paga ma su un gradino intermedio tra l'equivalente grado retributivo e il grado ordinario inferiore di anzianità, piuttosto che tra il grado frapposto tra il grado inferiore della truppa (cioè, private - private first class) e lo NCO di grado inferiore (ossia, caporale) com'è oggi lo specialist (E-4) dello US Army. I livelli tecnici erano spesso scambiati per i corrispondenti NCO superiori per la somiglianza del distintivo, che creava confusione.
Non c'erano warrant officer nello WAC originariamente nel luglio 1943. La nomina di warrant officer donna dell'esercito fu autorizzata nel gennaio 1944. Nel marzo 1944 sei WAC furono nominate le prime WAC Warrant Officer — come specialiste di amministrazione o bandleader. Divennero 10 in giugno 1944, e 44 nel giugno 1945. Quando nel settembre 1945 terminò ufficialmente la guerra, c'erano 42 WAC con il grado di warrant officer ancora in servizio nell'esercito. Le ufficiali venivano retribuite per fascia di paga (pay band) e non per ruolo o grado e non ebbero un pay grade fino al 1955.
| Gradi WAC (settembre 1943 - 1945) | Gradi WAC (settembre 1943 - 1945) | Gradi WAC (settembre 1943 - 1945) | Gradi WAC (settembre 1943 - 1945) | Gradi WAC (settembre 1943 - 1945) | Gradi WAC (settembre 1943 - 1945) | Gradi WAC (settembre 1943 - 1945) |
| Pay Grade                         | Truppa WAC                        | Paga mensile                      | Paga annuale                      | Ufficiali WAC                     | Paga mensile                      | Paga annuale                      |
| --------------------------------- | --------------------------------- | --------------------------------- | --------------------------------- | --------------------------------- | --------------------------------- | --------------------------------- |
| Grade 1                           | Master sergeant                   | $138                              | $1656                             | Colonel                           | $333                              | $4000                             |
| Grade 1                           | First sergeant                    | $138                              | $1656                             | Lieutenant colonel                | $291                              | $3500                             |
| Grade 2                           | Technical sergeant                | $114                              | $1368                             | Major                             | $250                              | $3000                             |
| Grade 3                           | Staff sergeant                    | $96                               | $1152                             | Captain                           | $200                              | $2400                             |
| Grade 3                           | Technician 3rd grade              | $96                               | $1152                             | 1st lieutenant                    | $166                              | $2000                             |
| Grade 4                           | Sergeant                          | $78                               | $936                              | 2nd lieutenant                    | $150                              | $1800                             |
| Grade 4                           | Technician 4th grade              | $78                               | $936                              | Chief warrant officer             | $175                              | $2100                             |
| Grade 5                           | Corporal                          | $66                               | $792                              | Warrant officer (junior grade)    | $150                              | $1800                             |
| Grade 5                           | Technician 5th grade              | $66                               | $792                              |                                   |                                   |                                   |
| Grade 6                           | Private first class               | $54                               | $648                              |                                   |                                   |                                   |
| Grade 7                           | Private                           | $50                               | $600                              |                                   |                                   |                                   |

- Non ci furono nomine di chief warrant officer nello WAC durante la guerra perché nessuna soddisfaceva i requisiti di competenza o anzianità necessari al grado. Ma anche fra gli uomini ci riuscirono in pochi. Ci volevano dieci o più anni di permanenza nel grado come warrant officer (junior grade) — un grado creato per la prima volta nel 1941, staff warrant officer — un grado messo in attesa dal 1936, oppure come warrant officer dell'Army Mine Planter Service — un'unità ausiliaria marittima dell'esercito[38] che non poteva reclutare donne.

## Lista delle direttrici
| • | colonnello Oveta Culp Hobby                   |  | (1942–1945) |
| • | colonnello Westray Battle Boyce               |  | (1945–1947) |
| • | colonnello Mary A. Hallaren                   |  | (1947–1953) |
| • | colonnello Irene O. Galloway                  |  | (1953–1957) |
| • | colonnello Mary Louise Milligan Rasmuson      |  | (1957–1962) |
| • | colonnello Emily C. Gorman                    |  | (1962–1966) |
| • | brigadier generale Elizabeth P. Hoisington    |  | (1966–1971) |
| • | brigadier generale Mildred Inez Caroon Bailey |  | (1971–1975) |
| • | brigadier generale Mary E. Clarke             |  | (1975–1978) |

## Women's Army Corps Veterans' Association
La Women's Army Corps Veterans' Association fu organizzata per assistere le donne che avevano prestato onorato servizio in Women's Army Auxiliary Corps, Women's Army Corps, o le donne che avevano prestato o stanno prestando onorato servizio in United States Army, United States Army Reserve o Army National Guard of the United States.

## Personalità famose

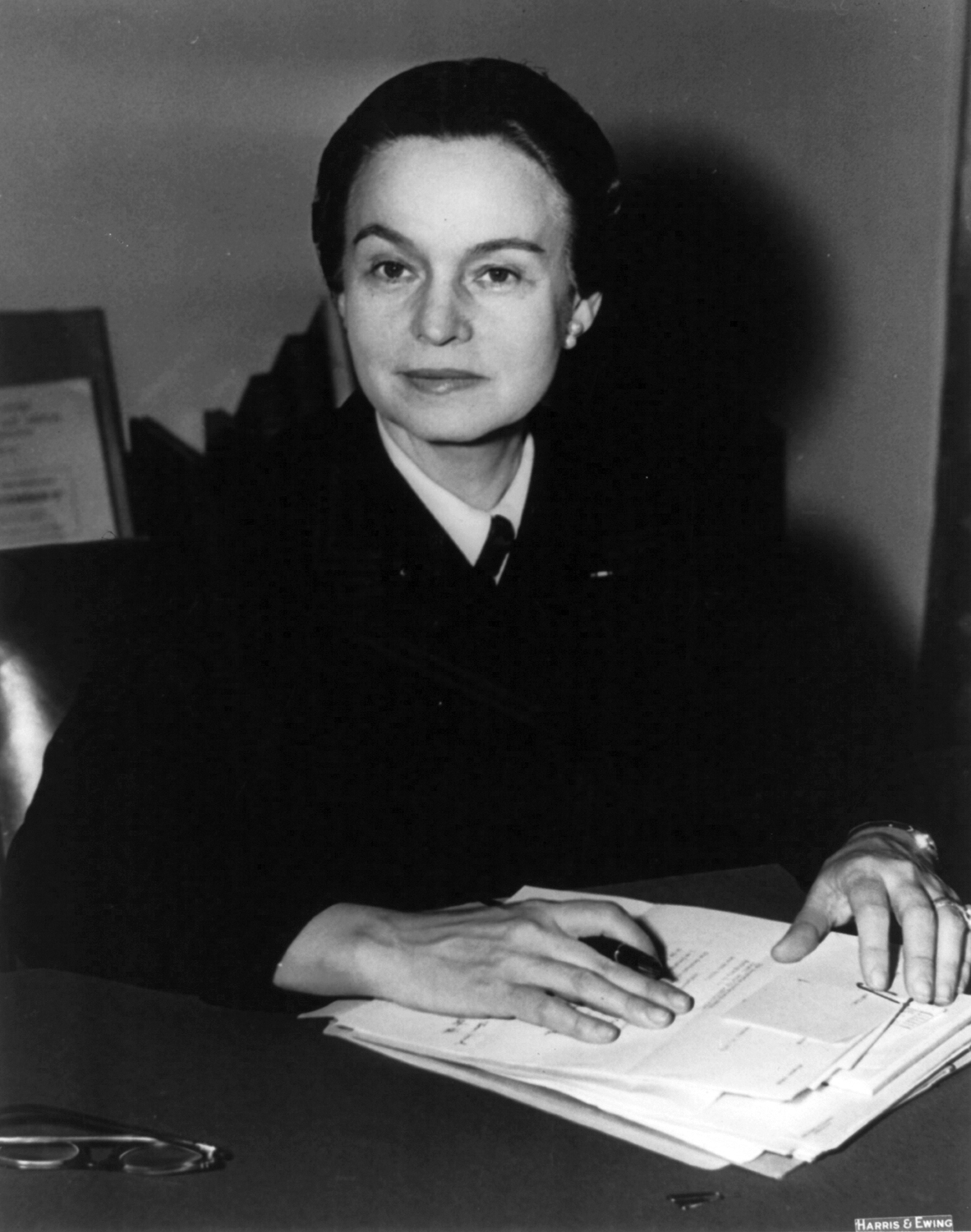
Oveta Culp Hobby, 1953 circa

Il tenente colonnello Charity Adams fu il primo ufficiale donna afroamericana delle WAC e la seconda a raggiungere il grado di maggiore. Conseguita tale promozione nel 1945, comandò il "segregato" e totalmente femminile 6888th Central Postal Battalion in Birmingham (Inghilterra). Il 6888th sbarcò con le truppe di seconda ondata durante il D-Day e fu assegnato dapprima a Rouen, in seguito a Parigi nel corso dell'invasione della Francia. Fu l'unico reparto WAC afroamericano che operò all'estero nella Seconda guerra mondiale.
Il tenente colonnello Harriet West Waddy (nascita 1904 — morte 1999; in servizio: 1942-1952) fu una delle due sole donne afroamericane WAC ad essere promossa al grado di maggiore. Per l'esperienza acquisita collaborando con la direttrice del Bureau of Negro Affairs Mary McLeod Bethune, divenne assistente del colonnello Culp in tema di relazioni razziali nello WAC. Dopo la guerra, nel 1948 fu promossa al grado di tenente colonnello.
Il maggiore Elna Jane Hilliard (in servizio: 1942–1946) comandò l'unità 2525th WAC a Fort Myer (Virginia). Fu la prima donna a far parte di una corte marziale dello US Army.
Colonnello Geraldine Pratt May (nascita 1895 — morte 1997) (in servizio: 1942-19??). Nel marzo 1943 May divenne una delle prime donne-ufficiale assegnate alle Army Air Forces, in servizio come WAC Staff Director presso l'Air Transport Command. Nel 1948 fu promossa a colonnello (prima donna a conseguire tale grado nell'Air Force) e divenne direttrice delle Women in the Air Force (WAF) nella US Air Force, prima a ricoprire tale incarico.
Il tenente colonnello Florence K. Murray lavorò al quartier generale WAC nella Seconda guerra mondiale. Divenne il primo giudice donna in Rhode Island nel 1956. Nel 1977 fu la prima donna a divenire magistrato nella corte suprema di quello Stato.
La preposta al Register of State Lands della Louisiana Ellen Bryan Moore raggiunse il grado di capitano WAC ed una volta reclutò trecento donne con un singolo invito ad entrare in quell'organizzazione.
Il sergente Vashti R. Rutledge svolse lavoro amministrativo presso lo Army-Navy Staff College di Washington. Nel marzo 1944 lo Warrant Officer Junior Grade (WOJG) Rutledge fu la prima delle sei WAC che furono nominate warrant officer.
Il Chief Warrant Officer 4 Elizabeth C. Smith USAF (WAC / USAAF 1944-1947, WAF / USAF 1948-1964) fu una delle prime WAC warrant officer nel 1948.
Il Chief Warrant Officer 5 Jeanne Y. Pace fu la donna che prestò servizio più a lungo nell'esercito e l'ultimo soldato che fosse appartenuto allo WAC in servizio attivo ancora nel 2011. Il suo ultimo incarico era Bandmaster della 1st Cavalry Division quando andò in pensione dopo 41 anni di servizio. Fu pure insignita del Daughters of the American Revolution Margaret Cochran Corbin Award, istituito per onorare le donne di ogni forza armata che avessero svolto straordinario servizio; tra le precedenti premiate il maggiore Tammy Duckworth, il maggior generale Gale Pollock, e il tenente generale Patricia Horoho.
Elizabeth "Tex" Williams è stata una fotografa militare. Fu una delle poche fotografe che ritrassero tutti gli aspetti delle forze armate.
Nel 1943 Olive Borden si arruolò nel Women's Army Corps, ricevendo un encomio ufficiale per il coraggio dimostrato facendo ribaltare un camion di munizioni nemico.

## Nella cultura di massa
- Negli anni di guerra, la popolare striscia di fumetti Dick Tracy, disegnata da Chester Gould, presentava una giovane WAC che respinge le avance romantiche del cattivo di turno.
- Una serie di cartoline a fumetti distribuite durante la guerra mostrava le WAC che battono un matterello sulla testa di Adolf Hitler ["We're Giving Him A Big WAC!"],[49] inquadrate durante gli esercizi mattutini ["Don't Worry--Uncle Sam Is Keeping Us in Line!"], e col naso incollato alle vetrine che espongono abiti civili ["Just Looking..."].
- Nel film del 1945 Keep Your Powder Dry il personaggio interpretato da Lana Turner entra nello WAC, tra i protagonisti figura Agnes Moorehead, e le divise sfoggiate sono disegnate dalla stilista di Hollywood Irene Lentz e le acconciature sono opere di Sydney Guilaroff.
- Il film del 1949 Ero uno sposo di guerra mostra Cary Grant nella parte di un ufficiale francese che ha sposato una WAC americana, interpretata da Ann Sheridan, e le loro scappatelle mentre lui tenta di emigrare negli Stati Uniti con il favore del War Brides Act del 1945.
- Il film del 1952 Never Wave at a WAC ha per protagonista Rosalind Russell, nella parte della figlia di un senatore che si arruola per stare più vicina al fidanzato a Parigi, ma l'ex marito crea problemi, e lei si innamora daccapo di lui.
- Il film del 1954 Francis Joins the WACS presenta Francis, il mulo parlante, che entra nello Women's Army Corps.
- La segretaria del generale Blankenship, caporale Etta Candy (Beatrice Colen), nella prima stagione di Wonder Woman è una veterana WAC.
- La canzone Surrender di Cheap Trick parla di un baby boomer figlio di un'ex appartenente allo WAC che ha fatto servizio nelle Filippine.
- Mare's War, un romanzo di Tanita S. Davis è incentrato su una ragazza afroamericana che entra nello WAC.
- In un episodio di The Looney Tunes Show, Granny racconta a Daffy Duck la storia di quando, in servizio con lo WAC, scongiurò il furto della Torre Eiffel e di numerosi capolavori dal Louvre.
- The Phil Silvers Show cita ripetutamente le WAC. Diversi personaggi di contorno, come il sergente Joan Hogan (Elisabeth Fraser), appartengono allo WAC e molte gag e scenette dello spettacolo ruotano attorno alle donne nell'esercito.